# Vysokorychlostní trať Fu-čou – Sia-men
Vysokorychlostní trať Fu-čou – Sia-men (čínsky v českém přepisu Fu-sia kao-su tchie-lu, pchin-jinem Fúxià gāosù tiělù, znaky zjednodušené 福厦高速铁路), někdy také zvaná Zvláštní osobní trať Fu-čou – Sia-men, zkráceně Fu-sia (čínsky v českém přepisu Fu-sia kche-jün čuan-sien, pchin-jinem Fúxià kèyùn zhuānxiàn, znaky zjednodušené 福厦客运专线), je dvoukolejná elektrifikovaná vysokorychlostní trať v Číně spojující nejlidnatější pobřežní města v provincii Fu-ťien. V rámci budované sítě osmi vertikálních a osmi horizontálních vysokorychlostních železničních koridorů v Číně je trať součástí pobřežního koridoru. Trať by měla být zprovozněna v roce 2023.

## Historie
V listopadu 2014 byl Rozvojovou a reformní komisí provincie Fu-ťien oznámen záměr vybudovat vysokorychlostní železniční trať propojující Fu-čou, hlavní město provincie, Čchüen-čou, Pchu-tchien a Sia-men. Plán počítal s možným rozšířením západně od Sia-menu, do Čang-čou. Zamýšleným cílem bylo kromě snížení dojezdové doby mezi Fu-čou a Sia-menem a napojení nového úseku na čínskou síť vysokorychlostních železnic zejména také odlehčení vytížené železniční trati Fu-čou – Sia-men. Ta byla uvedena do provozu v roce 2010 jako součást koridoru Chang-čou – Ning-po – Wen-čou – Fu-čou – Sia-men – Šen-čen a brzy dosáhla své maximální kapacity. Zatímco původní železniční trať Fu-čou – Sia-men slouží jak pro osobní, tak pro nákladní dopravu při maximální traťové rychlosti 250 km/h, nová vysokorychlostní trať byla projektována ryze pro osobní dopravu s maximální traťovou rychlostí 350 km/h. Dokončení výstavby trati se předpokládalo na rok 2019.
Výstavba tratě začala v lednu 2017, přičemž doba výstavby byla plánována na 5 let. Předběžně odhadovaná celková cena projektu byla 53,04 mld. jüanů (~177,46 mld. CZK). Očekávané zprovoznění trati bylo posunuto na rok 2023.

## Trať
Vysokorychlostní trať vychází z Fu-čou, hlavního města provincie Fu-ťien, následně prochází městy Pchu-tchien, Čchüan-čou, Sia-men a končí v Čang-čou. Celková délka trati je 294,1 km, přičemž vzhledem k náročnému terénu je 191,4 km trati je vedeno přes 85 mostů a 56,5 km trati skrze 33 tunelů. Nová vysokorychlostní trať následuje podobnou trasu jako starší železniční trať Fu-čou – Sia-men. U města Čchüan-čou je trať vedena na železničním mostě, který překlenuje Čchüančouský záliv. Most má délku 20,28 km.

## Stanice
| Název stanice     | Čínsky | Přestup na metro                                 |
| ----------------- | ------ | ------------------------------------------------ |
| Fu-čou            | 福州   | Metro ve Fu-čou: Linka 1, Linka F1 (ve výstavbě) |
| Fu-čou jih        | 福州南 | Metro ve Fu-čou: Linka 1, Linka 5 (ve výstavbě)  |
| Fu-čching západ   | 福清西 |                                                  |
| Pchu-tchien       | 莆田   |                                                  |
| Čchüan-kang       | 泉港   |                                                  |
| Čchüan-čou východ | 泉州东 |                                                  |
| Čchüan-čou západ  | 泉州南 |                                                  |
| Sia-men sever     | 厦门北 | Metro v Sia-menu: Linka 1, Linka 4               |
| Čang-čou          | 漳州   |                                                  |